# Macabuna thaungae
Macabuna thaungae är en svampart som beskrevs av Buriticá & J.F. Hennen 1994. Macabuna thaungae ingår i släktet Macabuna och familjen Phakopsoraceae.   Inga underarter finns listade i Catalogue of Life.